# ديك هابارد
ديك هابارد (بالإنجليزية: Dick Hubbard)‏ هو شخصية أعمال نيوزيلندي، ولد في 18 نوفمبر 1946 في Paeroa ‏ في نيوزيلندا.